# The Impressions
The Impressions sono un gruppo musicale statunitense proveniente da Chicago, formatisi nel 1958. Il loro repertorio comprende musica doo-wop, gospel, soul, e R&B.

## Storia del gruppo del gruppo
Il gruppo nacque con il nome The Roosters  fondato da Sam Gooden e dai fratelli Richard ed Arthur Brooks, che si trasferirono a Chicago ed unirono Jerry Butler e Curtis Mayfield alla formazione del gruppo, ribattezzandosi Jerry Butler & the Impressions.
Nel 1958 pubblicarono For Your Precious Love, che pur divenendo un successo nazionale, creò dissapori con la casa discografica che aveva attribuito il brano ai Jerry Butler & The Impressions, senza sentire il parere della band.
Dal 1962, Butler ed i fratelli Brooks lasciarono il gruppo, e dopo aver firmato un contratto con la ABC-Paramount Records, Mayfield, Gooden, insieme ad i nuovi componenti Fred Cash,  divennero uno dei gruppi più quotati del panorama soul.
Mayfield lasciò il gruppo per tentare una carriera da solista nel 1970; Leroy Hutson, Ralph Johnson, Reggie Torian, e Nate Evans entrarono a fare parte del gruppo, unendosi a Gooden e Cash.
Inseriti nella Rock and Roll Hall of Fame e nella Vocal Group Hall of Fame, The Impressions sono principalmente conosciuti per una serie di canzoni di successo pubblicate negli anni sessanta, molte delle quali di genere soul, e servite come inni ispiratori per i movimenti per i diritti civili.
La canzone People Get Ready è stata classificata alla posizione 24 della Lista delle 500 migliori canzoni stilata dalla rivista Rolling Stone.

## Formazione
- Jerry Butler (1958–1960)
- Curtis Mayfield (1958–1970)
- Sam Gooden (1958–presente)
- Arthur Brooks (1958–1962)
- Richard Brooks (1958–1962)
- Fred Cash (1960–presente)
- Leroy Hutson (1970–1973)
- Ralph Johnson (1973–1976 in seguito 1983-2000)
- Nate Evans (1976–1979)
- Reggie Torian (1973–presente)

## Discografia
- 1963 - The Impressions
- 1964 - Keep on Pushing
- 1964 - The Never Ending Impressions
- 1965 - One by One
- 1965 - Big 16
- 1965 - People Get Ready
- 1966 - Ridin' High
- 1967 - The Fabulous Impressions
- 1968 - We're a Winner
- 1968 - This Is My Country
- 1969 - The Young Mods' Forgotten Story
- 1969 - The Versatile Impressions
- 1969 - Amen
- 1970 - Check out Your Mind!
- 1972 - Times Have Changed
- 1973 - Preacher Man
- 1974 - Finally Got Myself Together
- 1974 - Three the Hard Way
- 1975 - First Impressions
- 1975 - Sooner or Later
- 1976 - It's About Time
- 1976 - Originals
- 1976 - Loving Power
- 1979 - Come to My Party
- 1981 - Fan the Fire
- 2000 - A Tribute to the Memory of Curtis Mayfield